# Friedbert Meurer

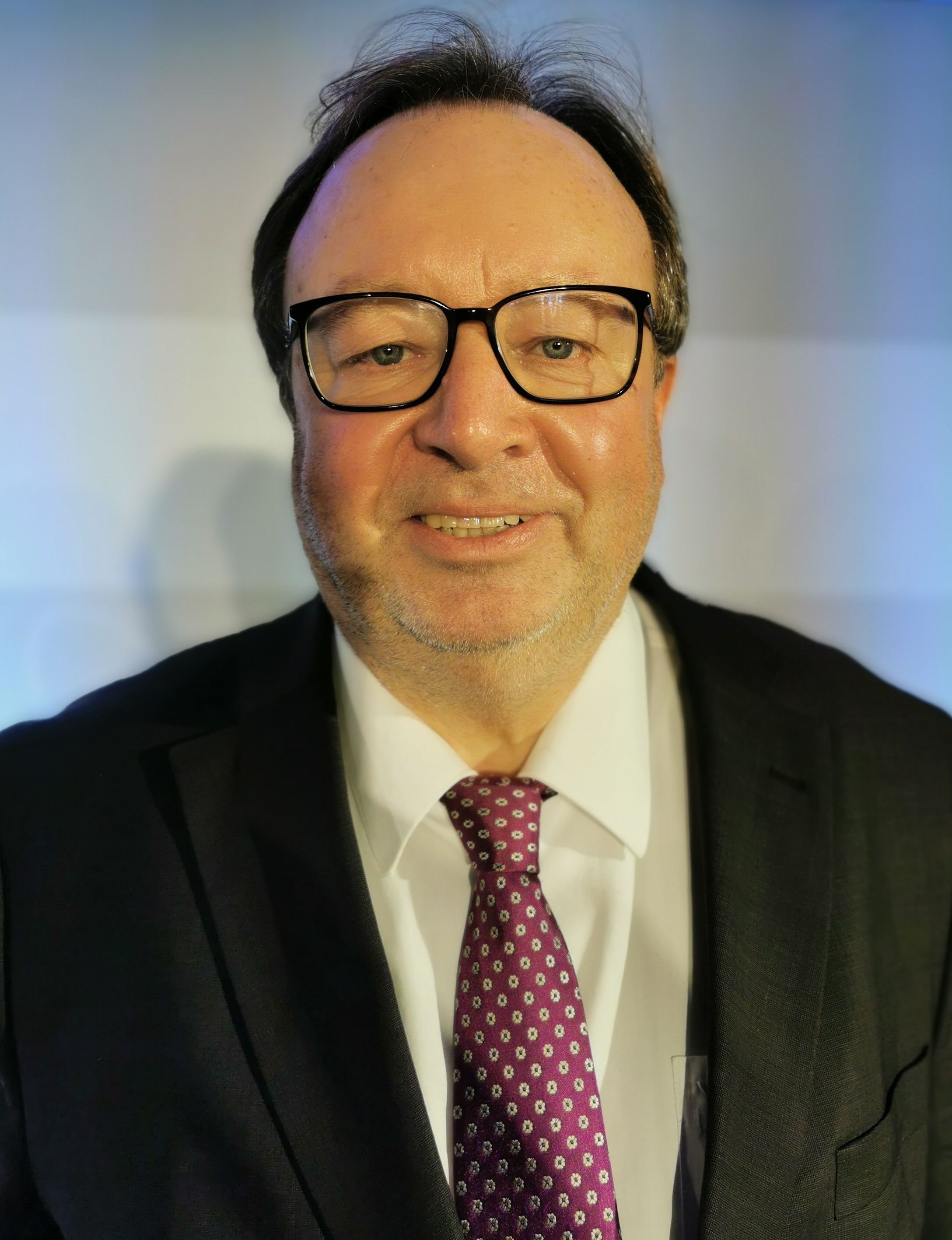
Friedbert Meurer (2023)

Friedbert Meurer (* 21. November 1959 in Hundsangen) ist ein deutscher Journalist.

## Biografie
Meurer besuchte von 1969 bis 1978 das Fürst Johann Ludwig Gymnasium in Hadamar. Von 1979 bis 1986 studierte er Geschichte und Germanistik an den Universitäten Mainz und Bielefeld und legte das Staatsexamen für das Lehramt am Gymnasium ab. Statt wie früher geplant als Lehrer zu arbeiten, engagierte er sich 1986/87 im Gründungsteam des Privatradios RPR (Abkürzung für Rheinland-Pfälzischer Rundfunk) in Koblenz.
1988 begann Meurer ein Volontariat beim Deutschlandfunk (DLF). 1989 wurde er dort Redakteur für „Politik und Zeitgeschehen“. Von 1995 bis 1999 war Meurer in Bonn als Parlamentskorrespondent tätig. Anschließend unternahm er als außenpolitischer Korrespondent Reportagereisen nach Israel, Russland, Jugoslawien, zur UNO und in die Volksrepublik China.
Im Jahr 2000 wurde Meurer Redaktionsleiter Zeitfunk beim DLF. Er war dort von 2007 bis Juli 2015 Ressortleiter und moderierte regelmäßig die DLF-Sendung „Informationen am Morgen“. 
Von August 2015 bis Juli 2020 war Meurer Korrespondent des Deutschlandradios in London. Seitdem arbeitet er wieder als Redakteur im Funkhaus Köln.
Er ist Autor und Mitautor von Ausgaben der täglichen Sendung Hintergrund im DLF und weiteren Sendungen.